# Feliks Netz
Feliks Netz (Kretki, 1939. december 26. – Katowice, 2015. április 12.) lengyel költő, író, rádiós műsorszerkesztő, fordító, irodalom- és filmkritikus, publicista, Márai Sándor lengyel fordítója és szakértője.

## Életrajz
1939. december 26-án született a kujáviai Kretkiben, munkáscsaládba, szülei Emil Netz és Helena Kamińska. 1946-ban a család Sziléziába költözött, ahol 1955 márciusáig laktak. Ettől kezdve Katowicében élt, ott is érettségizett. Egy katowicei bányában ledolgozott év után lengyel szakra jelentkezett, majd két évvel később mesterdiplomát szerzett az újonnan alapított Sziléziai Egyetemen (diplomájának sorszáma 22.).
Három évig a Lengyel Rádió irodalmi szerkesztőségének volt az alkalmazottja Katowicében. 1968-ban a Lengyel Írók Szövetségének, majd a Lengyel Újságírók Szövetségének, valamint a Lengyel Egyesült Munkáspártnak is tagja lett. Ezeket a szervezeteket a lengyelországi szükségállapot bevezetésével hagyta el. 1971-től 1981 végéig dolgozott a katowicei Panorama hetilapnál, ahol a kulturális osztály vezetője volt, és végül, a Szolidaritás évében, 1981-ben főszerkesztő is. Az alapításától (1972) kezdve a hetvenes évek közepéig irodalmi rendezőként is dolgozott a Sziléziai Filmcsoportban (Zespół Filmowy Silesia).
A szükségállapot három éve alatt magyar tanárként dolgozott a katowicei 10. középiskolában. Csak 1990-ben tért vissza a Lengyel Rádióhoz Katowicében, ahol nyugdíjazásáig dolgozott.
2015-ben bekövetkezett halála után házában 2017-ben egy lengyel-magyar szalont nyitottak, mint irodalmi, művészeti és tudományos kapcsolatteremtési helyet a lengyel és a magyar művészek között.

## Művei

### Magyarul
- Halottak napján született; ford. Szenyán Erzsébet; Pont, Bp., 2005 (Conflux)
- Dysharmonia caelestis; ford. Szenyán Erzsébet; Pont, Bp., 2008 (Conflux)

### Fontosabb fordításai magyar nyelvből
- Tibor Déry: Anatema (A kiközösítő). Wydawnictwo Literackie, Kraków, 1982. Powieść. Przekład z języka węgierskiego
- Endre Illés: Taniec motyla i inne eseje (Lepketánc és más esszék). Wybór E. Bojtár. Wydawnictwo Literackie, Kraków, 1986. Eseje. Przekład z języka węgierskiego
- György Moldova: Ciemny anioł (Sötét angyal). Wydawnictwo Literackie, Kraków, 1987. Powieść. Przekład z języka węgierskiego
- István Kovács: Księżyc twojej nieobecności (Hiányodnak holdja). Wybór i posłowie Bohdan Zadura. Wydawnictwo Literackie, Kraków, 1991. Wiersze. Przekład z języka węgierskiego. Tłumacze różni
- Béla Balázs: Zamek księcia Sinobrodego (A kékszakállú herceg vára). Libretto opery Béli Bartóka. Przekład z języka węgierskiego. Premiera: Warszawa, Teatr Wielki-Opera Narodowa, 16 kwietnia 1999
- Sándor Márai: Żar (A gyertyák csonkig égnek). „Czytelnik”, Warszawa, 2000. Powieść. Przekład z języka węgierskiego. Wznowienia: tamże 2006, 2008, 2009, 2015
- Sándor Márai: Komora celna (Vámház). „Dialog” 2002 nr 7, s. 73–87. Dramat. Przekład z języka węgierskiego. Premiera: Szczecin, Teatr Krypta, 16 kwietnia 2005. Adaptacja i reżyseria: A. Buszko, P. Ratajczak
- György Gömöri: Dylemat królika doświadczalnego (A kísérleti állat dilemmája). Wybór wierszy. Wybrał … Biblioteka Śląska, Katowice 2003. Wiersze. Przekład z języka węgierskiego
- Sándor Márai: Księga ziół (Füves könyv). „Czytelnik”, Warszawa, 2003. Proza. Przekład z języka węgierskiego. Wznowienia: tamże 2006, 2008, 2009
- Sándor Márai: Występ gościnny w Bolzano (Vendégjáték Bolzanóban). „Czytelnik”, Warszawa, 2005. Powieść. Przekład z języka węgierskiego
- Sándor Márai: Krew świętego Januarego (San Gennaro vére). „Czytelnik”, Warszawa, 2006. Powieść. Przekład z języka węgierskiego. Wznowienia: tamże, 2007
- Sándor Márai: Pierwsza miłość (Bébi vagy az első szerelem). „Czytelnik”, Warszawa, 2007. Powieść. Przekład z języka węgierskiego
- Sándor Márai: Dziedzictwo Estery (Eszter hagyatéka). „Czytelnik”, Warszawa, 2008. Powieść. Przekład z języka węgierskiego
- Sándor Márai: Wyspa (A sziget). „Czytelnik”, Warszawa, 2009. Powieść. Przekład z języka węgierskiego
- Sándor Márai: Niebo i Ziemia (Ég és Föld). „Czytelnik” Warszawa, 2011
- Sándor Márai: Cztery pory roku (Négy évszak). „Czytelnik” Warszawa, 2015

## Fordítás
- Ez a szócikk részben vagy egészben  a   Feliks Netz című lengyel Wikipédia-szócikk ezen változatának fordításán alapul.  Az eredeti cikk szerkesztőit annak laptörténete sorolja fel. Ez a jelzés csupán a megfogalmazás eredetét és a szerzői jogokat jelzi, nem szolgál a cikkben szereplő információk forrásmegjelöléseként.